# Amoklauf von Isla Vista
Der Amoklauf von Isla Vista ereignete sich am 23. Mai 2014 in Isla Vista in der Nähe des Campus der University of California, Santa Barbara in Kalifornien. Ein 22-jähriger Täter tötete sechs Menschen und verletzte vierzehn andere Personen, bevor er sich mit einem Schuss in den Kopf selbst tötete.

## Tathergang

### Vorbereitung
Im September 2012 besuchte der Täter nach eigenen Angaben eine Schießanlage in Oxnard, Kalifornien, um das Schießen zu üben.
Im November oder Dezember 2012 kaufte er seine erste Handfeuerwaffe, eine Glock 34, in einem örtlichen Waffengeschäft in Goleta. Er schrieb in seinem Manifest, dass er sich für die Glock 34 entschieden habe, weil sie seinen Recherchen nach eine „effiziente und sehr zielgenaue Waffe“ sei. Für den Kauf der Pistole verwendete er 700 USD des Geldes, das ihm Familienmitglieder für seine Universitätskurse gegeben hatten.
Im Frühling 2013 kaufte er in Oxnard eine zweite Waffe, eine SIG Sauer P226, für 1.100 USD. Diese sei von viel höherer Qualität als die Glock, schrieb er, und viel effizienter. Im Laufe des Jahres erwarb er in Burbank eine dritte Waffe sowie 400 Patronen. Die Kosten seien ihm gleichgültig, weil er über 5000 USD auf seinem Bankkonto für seinen „Tag der Abrechnung“ zurückgelegt habe.

### Verlauf
Am Morgen des 23. Mai 2014 tötete der Täter drei Studenten der University of California, Santa Barbara, in seiner Wohnung in der Seville Road in Isla Vista. Auf die drei Männer wurde nach Angaben des zuständigen County-Sheriffs mehrmals eingestochen. Die Polizei fand am Tatort neben einem Messer und zwei Macheten auch einen Hammer, gab jedoch nicht bekannt, welche Waffe der Täter verwendet hatte. Zwei der drei Studenten waren seine Mitbewohner, das dritte Opfer war ein Besucher, der in der Wohnung übernachtet hatte.
Am Abend desselben Tages fuhr der Täter zum Haus der Studentinnenverbindung Alpha Phi nahe dem Campus der University of California in Santa Barbara. Als die Frauen auf sein minutenlanges Klopfen an der Tür nicht reagierten, schoss er auf Studentinnen der Verbindung Delta Delta Delta auf dem Gehweg in der Nähe des Verbindungshauses. Zwei Frauen wurden getötet und eine wurde verwundet. Danach verletzte der Täter auch einen Mann und eine Frau auf der Straße.
Anschließend fuhr er in seinem Auto zwei Häuserblocks zum Feinkostgeschäft Isla Vista Deli Mart, wo er einen weiteren Studenten erschoss. Um näher an dem Bürgersteig zu sein, hielt sich der Täter auf der linken Spur und feuerte aus dem Auto auf zwei Fußgänger und verletzte beide. Er rammte einen Fahrradfahrer mit seinem Auto und feuerte weitere Schüsse auf Fußgänger. Vier Polizisten trafen am Ort ein, drei von ihnen lieferten sich mit dem Täter einen Schusswechsel. Der Täter wurde in die Hüfte getroffen. Als er davonfuhr, rammte er einen zweiten Radfahrer und kollidierte dann mit mehreren geparkten Autos. In dem Auto nahm er sich dann mit einem Kopfschuss das Leben.

## Hintergründe

### Täter

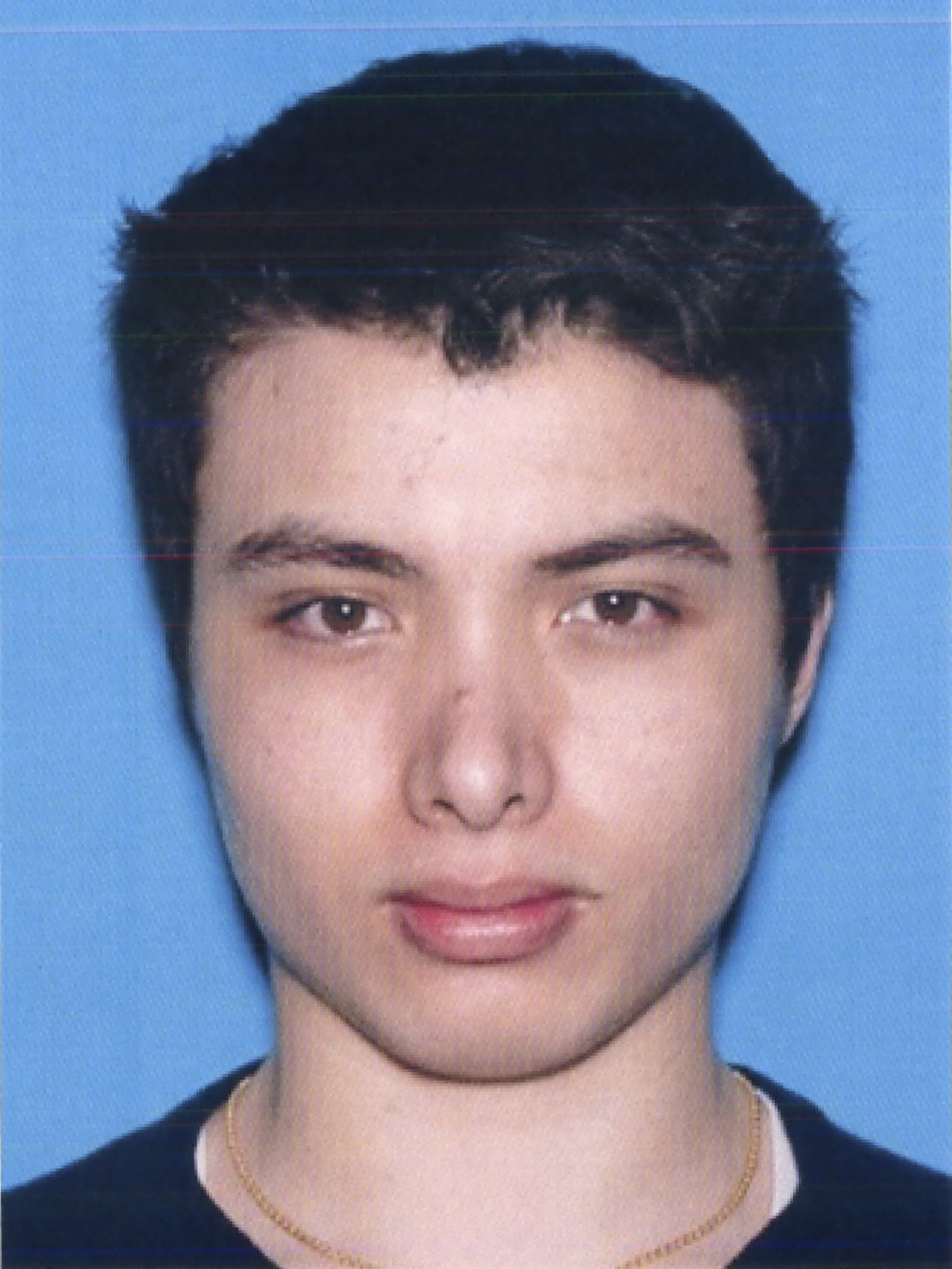
Führerscheinfoto von Elliot Rodger

Elliot Oliver Robertson Rodger (* 24. Juli 1991; † 23. Mai 2014) wurde als Sohn des britischen Filmemachers Peter Rodger und der malayischen Filmassistentin Li-Chin Rodger in London geboren. Sein Großvater war der Fotograf George Rodger. Im Alter von fünf Jahren zog die Familie in die Vereinigten Staaten, und Elliot Rodger wuchs in Los Angeles auf. Er hatte eine jüngere Schwester und einen jüngeren Halbbruder.
Als Rodger sieben Jahre alt war, trennten sich seine Eltern. Zur selben Zeit wurde er mehrmals psychologisch untersucht. Man vermutete bei Rodger u. a. wegen seines Unvermögens Freundschaften zu schließen, seiner Scheu vor Menschenmengen, seiner Abneigung gegenüber lauten Geräuschen und seiner stereotypen Verhaltensweisen bereits damals Autismus. Er selber behauptet in seinem Manifest, an einer sozialen Angststörung gelitten zu haben. Seit seinem achten Lebensjahr befand er sich in psychiatrischer Behandlung und nahm Psychopharmaka zu sich (später, im Alter von 18 Jahren, verweigerte er jedoch eine weitere Behandlung). Rodger litt wegen seiner mütterlicherseits ostasiatischen Abstammung an einem Minderwertigkeitskomplex und färbte sich als Kind seine Haare eine Zeit lang blond, weil er wie ein weißer Junge aussehen wollte. Er besuchte eine katholische Jungenschule und zwei andere High Schools im Umkreis Los Angeles. Die mehrmaligen Schulwechsel seien, ihm zufolge, auf Mobbing zurückzuführen gewesen. 2007 wurde bei ihm schließlich PDD-NOS diagnostiziert, sodass er Anspruch auf entsprechende öffentliche Dienstleistungen hatte. 2010 erhielt er seinen High-School-Abschluss und zog im Jahr darauf nach Isla Vista, um das Santa Barbara City College zu besuchen. Laut seinem Manifest hatte er alle seine Kurse im Februar 2012 abgebrochen. Rodgers einziger Freund versuchte damals, ihn in die Unternehmungen seiner Clique miteinzubinden, woran dieser allerdings kein Interesse gezeigt habe.
Bereits vor dem Amoklauf gab es Hinweise auf Rodgers Gewaltbereitschaft. Er hatte nach eigenen Angaben in angetrunkenem Zustand versucht, Studenten bei einer Collegeparty von einem Felsvorsprung herunterzustoßen. Grund hierfür war seine Frustration darüber gewesen, dass sie ihn ignoriert hatten, woraufhin er sie beleidigte und sie ihn dann ebenfalls beleidigten. Dabei wurde er dann jedoch selbst heruntergestoßen und brach sich den linken Fußknöchel. Danach verließ er die Party, wobei er feststellte, dass er seine Sonnenbrille verloren hatte, sodass er, aufgrund seines Alkoholpegels, versehentlich zu einer anderen Party ging, um diese zurückzuholen, und dort verprügelt wurde. Die Ereignisse dieser Nacht seien für ihn der Auslöser dafür gewesen, den endgültigen Entschluss zu fassen, einen Amoklauf zu begehen. Im Mai 2014 hatte seine Mutter seinen ehemaligen Therapeuten kontaktiert, nachdem sie Rodgers YouTube-Videos gesehen hatte. Der Therapeut meldete den Vorfall bei Santa Barbaras Hotline für psychische Gesundheit, und es wurden Polizeibeamte zu Rodger entsandt. Rodger gab gegenüber den Beamten zu, dass er Schwierigkeiten im Umgang mit Gleichaltrigen und Kommilitonen habe, die Beamten sahen angesichts seines ruhigen Auftretens und seines leeren Vorstrafenregisters allerdings keinen Grund für eine Zwangseinweisung.
In einem Artikel von 2018 stuft das Southern Poverty Law Center Rodger als Angehörigen der Alt-Right ein. Begründet wird diese Kategorisierung mit seiner Misogynie und Abneigung gegen interrassische Paare.

### Manifest und Videos
Rodger verfasste ein 141 Seiten umfassendes „Manifest“ mit dem Titel My Twisted World: The Story of Elliot Rodger (dt.: „Meine verdrehte Welt: Die Geschichte des Elliot Rodger“). Dieses schickte er im Vorfeld des Amoklaufs an mehrere Personen, u. a. auch an seinen Therapeuten, seine Eltern und seine früheren Schullehrer und Freunde.
Darin beschrieb er seinen Plan, den er in drei Phasen unterteilte. „Am Tag vor dem Tag der Vergeltung werde ich die erste Phase meiner Rache beginnen: Lautlos so viele Menschen wie möglich in der Umgebung von Isla Vista töten, indem ich sie unter irgendeinem Vorwand in meine Wohnung locke.“ Die zweite Phase stellte sich Rodger als einen „Krieg gegen Frauen“ vor, als Rache dafür, dass Frauen ihm Sex vorenthalten hätten: „Die zweite Phase wird am Tag der Vergeltung stattfinden, kurz vor dem kulminierenden Höhepunkt. ... Mein Krieg gegen Frauen. ... Ich werde alle Frauen dafür bestrafen, dass sie mir Sex entzogen haben... Ich kann nicht jede einzelne Frau auf der Welt töten, aber... Ich werde eben die Mädchen angreifen, die alles vertreten, was ich am weiblichen Geschlecht hasse: Die heißeste Schwesternschaft der UCSB.“ In der dritten Phase, die er als „ultimativen Showdown auf den Straßen von Isla Vista“ bezeichnete, wollte er mit dem Auto durch die Stadt fahren und so viele Menschen anfahren wie möglich.
In seinem Manifest legte er auch dar, dass er in seiner perfekten Welt alle Frauen in Konzentrationslagern unter Quarantäne stellen würde. „In diesen Lagern wird die überwiegende Mehrheit der weiblichen Bevölkerung bewusst zu Tode gehungert werden. Das wäre eine effiziente und passende Weise, sie alle zu töten ... Ich würde einen riesigen Turm nur für mich errichten lassen ... und sie alle genüsslich beim Sterben beobachten.“

Rodger erstellte außerdem mehrere YouTube-Videos, im letzten Video vor dem Amoklauf beschwerte er sich über seine Zurückweisung durch Frauen und stellte Details seines geplanten Angriffs sowie seine Motivation dar. 
„Morgen ist der Tag der Vergeltung, der Tag, an dem ich mich an der Menschheit rächen werde, an euch allen. In den letzten acht Jahren meines Lebens, seitdem ich in die Pubertät kam, musste ich eine Existenz der Einsamkeit, Zurückweisung und unerfüllten Wünsche ertragen, weil sich Mädchen nie emotional zu mir hingezogen fühlten. Mädchen gaben ihre Zuneigung, Liebe und Sex anderen Männern, aber nie mir. Ich bin 22 Jahre alt und ich bin immer noch Jungfrau. Ich habe noch nicht einmal ein Mädchen geküsst. Ich habe zweieinhalb Jahre College hinter mir, mehr als das, und ich bin noch Jungfrau. Es ist sehr qualvoll gewesen. Das College ist die Zeit, in der jeder diese Dinge wie Sex und Vergnügen erlebt. Diese Jahre musste ich in Einsamkeit fristen. Das ist nicht fair. Ihr Mädchen habt euch nie emotional zu mir hingezogen gefühlt. Ich weiß nicht, warum ihr Mädchen euch nicht zu mir hingezogen fühlt, aber ich werde euch alle dafür bestrafen.“
Seine abschließenden Worte sind: „Am Ende werdet ihr sehen, dass ich der Überlegene bin, der wahre Alpha-Mann... Nachdem ich jedes einzelne Mädchen des Verbindungshauses vernichtet habe, werde ich auf den Straßen von Isla Vista jeden Menschen abschlachten, den ich sehe.“ Mit Ausnahme des letzten Videos waren die restlichen Aufnahmen der Polizei in den Wochen vor dem Amoklauf bekannt. Die Beamten sahen Rodger jedoch nicht als Bedrohung für sich oder andere. Das letzte Video, in welchem er seine Pläne detailliert darlegt, sahen die Polizisten Berichten zufolge eine Stunde, nachdem sich der Amoklauf ereignet hatte.
Am 27. Mai 2014 wurden alle Videos, die Rodger auf YouTube eingestellt hatte, entfernt. Eine Pressesprecherin für YouTube gab an, dass die Videos gegen die Regeln der Webseite verstoßen. Einige Zeit danach wurden Rodgers Videos auf dem Videoportal von verschiedenen Nutzern wieder eingestellt.

## Opfer

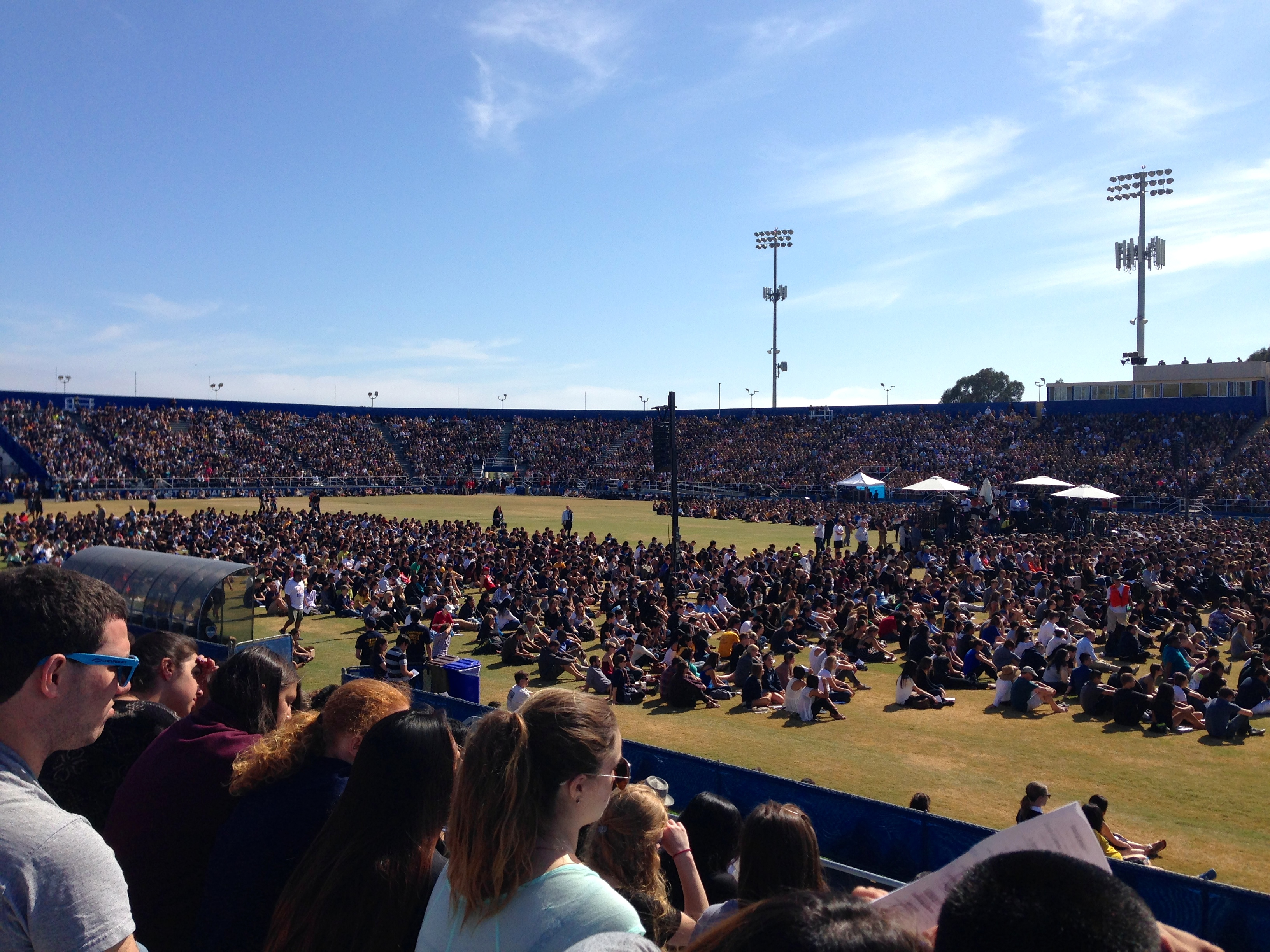
Gedenkveranstaltung im Harder Stadium der University of California, Santa Barbara am 27. Mai 2014

Die sechs tödlich verwundeten Opfer waren Studenten der University of California in Santa Barbara.
- Cheng Yuan Hong, 20
- George Chen, 19
- Weihan Wang, 20
- Katherine Cooper, 22
- Veronika Weiss, 19
- Christopher Ross Michaels-Martinez, 20

## Konsequenzen
Am 10. Juni 2014 verabschiedete das Repräsentantenhaus der Vereinigten Staaten die Resolution 60, mit welcher das Repräsentantenhaus den Amoklauf scharf verurteilte. Unter anderem forderten Lois Capps und Jackie Speier den Kongress auf, verstärkt gegen Waffengewalt vorzugehen.
Als Reaktion auf den Amoklauf wurde über eine Verschärfung des kalifornischen Waffenrechts diskutiert. Ein Gesetzesentwurf, welcher die Beschlagnahme von Waffen erlaubt für den Fall, dass der Waffenbesitzer sich selbst oder andere gefährdet, wurde im Zuge des Amoklaufs vorgestellt und am 30. September 2014 als Assembly Bill 1014 vom kalifornischen Gouverneur Jerry Brown genehmigt. Gemäß dem neuen Gesetz können Familienmitglieder oder Polizeibeamte eine einstweilige Verfügung gegen einen Waffenbesitzer beantragen und ihm für bis zu 21 Tage die Waffen entziehen lassen, wenn der Waffenbesitzer eine Gefahr darstellt. Unter dem alten Gesetz durften Polizeibeamte Waffen nicht beschlagnahmen.